# Isabelle Candelier
Pour les articles homonymes, voir Candelier.
Isabelle Candelier, née le 12 juin 1963 à Albi, est une comédienne française.

## Biographie
Isabelle Candelier débute sur les planches en intégrant le Conservatoire de Montpellier, sous la direction de Michel Touraille, puis continue sa formation à Paris au Conservatoire national supérieur d'art dramatique de Paris. À partir de 1986, elle joue au théâtre dirigée par Jacques Nichet ou Jean-Pierre Vincent. Sur scène, elle rencontre Michel Vuillermoz et les frères Denis et Bruno Podalydès. C'est le début d'une fructueuse collaboration, lorsque Bruno Podalydès passe à la réalisation pour le cinéma, Isabelle Candelier fait tout naturellement partie du casting de la majorité de ses films : du court-métrage Versailles Rive-Gauche en 1992 à Bécassine en 2018, en passant par Dieu seul me voit (Versailles-Chantiers) ou Le Mystère de la chambre jaune. En 1996, elle coécrit et interprète la pièce André le magnifique, qui deviendra un film trois ans plus tard. Denis Podalydès et Michel Vuillermoz sont également de l'aventure. Dès lors, les rôles au cinéma et à la télévision se font plus importants, on la retrouve chez Pascal Thomas, Philippe Lioret ou Jean Becker.

## Filmographie

### Cinéma

#### Longs métrages
- 1988 : Moitié-moitié de Paul Boujenah : Nadine
- 1989 : Chimère de Claire Devers : la collègue au centre météo
- 1992 : La Fille de l'air de Maroun Bagdadi : Jacqueline
- 1992 : Versailles Rive-Gauche de Bruno Podalydès : Claire
- 1994 : Coma de Denys Granier-Deferre : Mina
- 1994 : Couples et Amants de John Lvoff : Sandra
- 1995 : Les Truffes de Bernard Nauer : Huguette
- 1995 : L'Impossible Monsieur Papa de Denys Granier-Deferre : Florence
- 1996 : Des nouvelles du bon Dieu de Didier Le Pêcheur : Edwarda
- 1997 : Droit dans le mur de Pierre Richard : Béatrice
- 1998 : Dieu seul me voit (Versailles-Chantiers) de Bruno Podalydès : Sophie
- 1998 : Un pur moment de rock'n roll de Manuel Boursinhac : Claire
- 1999 : Le Créateur d'Albert Dupontel : la journaliste
- 1999 : Lise et André de Denis Dercourt : Lise
- 2000 : André le magnifique d'Emmanuel Silvestre et Thibault Staib : Janine
- 2000 : Deuxième Vie de Patrick Braoudé : Sonia
- 2000 : J'ai faim !!! de Florence Quentin : Corinne
- 2000 : Being Light de Pascal Arnold et Jean-Marc Barr : Vanessa
- 2001 : Mademoiselle de Philippe Lioret : Alice Cohen
- 2001 : Mercredi, folle journée ! de Pascal Thomas : Vitalie Rambaud
- 2003 : Le Mystère de la chambre jaune de Bruno Podalydès : Madame Bernier
- 2003 : Effroyables Jardins de Jean Becker : Louise
- 2003 : Le Pacte du silence de Graham Guit : la psychiatre
- 2005 : Le Parfum de la dame en noir de Bruno Podalydès : Madame Bernier
- 2006 : Une grande année (A Good Year) de Ridley Scott : Ludivine Duflot
- 2009 : Bancs publics (Versailles Rive-Droite) de Bruno Podalydès : la femme quittée
- 2009 : Pour ma fille de Claire de La Rochefoucauld : Louise
- 2012 : Adieu Berthe de Bruno Podalydès : Hélène
- 2012 : Voie rapide de Christophe Sahr : Marthe
- 2013 : Belle comme la femme d'un autre de Catherine Castel : Sophie Liancourt
- 2014 : Libre et assoupi de Benjamin Guedj : La mère de Sébastien
- 2014 : Bon Rétablissement ! de Jean Becker : Claudine
- 2014 : Gemma Bovery d'Anne Fontaine : Valérie Joubert
- 2014 : Valentin Valentin de Pascal Thomas : Rose
- 2015 : Toute Première Fois de Maxime Govare et Noémie Saglio : Françoise Deprez
- 2015 : Fatima de Philippe Faucon : L'employeuse de Fatima
- 2016 : Cézanne et moi de Danièle Thompson : La mère d'Émile Zola
- 2017 : Boule et Bill 2 de Pascal Bourdiaux : L'institutrice
- 2017 : Breakable You d'Andrew Wagner : Sandrine Bonhommet
- 2017 : Petit Paysan d'Hubert Charuel : La mère
- 2018 : Bécassine ! de Bruno Podalydès : Madeleine
- 2019 : Notre dame de Valérie Donzelli : La maire de Paris
- 2019 : Lune de miel d'Élise Otzenberger : Clémence
- 2020 : Les Blagues de Toto de Pascal Bourdiaux : Mme Péchoton
- 2021 : Les Deux Alfred de Bruno Podalydès : La femme d'affaires
- 2023 : Wahou ! de Bruno Podalydès : Annabelle
- 2023 : Les Blagues de Toto 2 : Classe verte de Pascal Bourdiaux : Mme Péchoton
- 2023 : Chasse gardée de Frédéric Forestier : Olivia
- 2024 : La Petite Vadrouille de Bruno Podalydès : Sandra
- 2024 : Ma vie, ma gueule de Sophie Fillières : L'amie au téléphone (voix)
- 2024 : Le Fil de Daniel Auteuil : Violette Mangin

#### Courts métrages
- 1992 : Versailles Rive-Gauche de Bruno Podalydès : Claire
- 1995 : Le Homard d'Artus de Penguern : Gilberte
- 2000 : Notre Père d'Estelle Larrivaz
- 2001 : Le Cœur sur la main de Marie-Anne Chazel : La propriétaire

### Télévision

#### Séries télévisées
- 1992 : Le JAP, juge d'application des peines : Nathalie (saison 1, épisode 2 : Les dangers de la liberté)
- 1996 : Julie Lescaut : Laurence (saison 5, épisode 5 : Le secret des origines)
- 2003 : Maigret : Louise (saison 12, épisode 3 : Un échec de Maigret)
- 2008 : Les Petits Meurtres d'Agatha Christie : Christine Boisseau (saison 1, épisode 5 : Le chat et les souris)
- 2014 : Lanester : Dr Jacynthe Bergeret (épisode 1 : À la vue, à la mort)
- 2015-2020 : Dix pour cent : Annick Valentini
- 2018 : Candice Renoir : Nadia Vassarelli (saison 4, épisode 7 : Toute vérité n'est pas bonne à dire)
- 2019 : Capitaine Marleau : Juliette Massoni (saison 3, épisode 5 : Veuves mais pas trop)
- 2019 : À l'intérieur : Nathalie Maury
- 2020 : Les Copains d'abord : Madame Slimani (épisode 5)
- 2021 : Ils étaient dix : Myriam Berto
- 2021 : Christmas Flow : Danièle, mère de Lila
- 2022 : Darknet-sur-Mer : Marie-Jo
- 2024 : Franklin : Anne de Vergennes
- 2024 : Anthracite :  Carmela DeLuca
- 2025 : A Priori : Christine Janvert
- 2025 : Étoile : Cléa Duplessis

#### Téléfilms
- 1989 : À corps et à cris de Josée Dayan : Laura
- 2002 : Les Rencontres de Joelle de Patrick Poubel : Joelle Vidalon
- 2012 : Nos retrouvailles de Josée Dayan : Valérie Féraud
- 2013 : Délit de fuite de Thierry Binisti : Francine
- 2018 : Meurtres à Colmar de Klaus Biedermann : Élisabeth Wendling
- 2020 : Les Ondes du souvenir de Sylvie Ayme : Julia Conti

## Théâtre
- 1986-1988 : La Savetière prodigieuse de Federico García Lorca, mise en scène Jacques Nichet, Théâtre des Treize Vents, Théâtre de la Ville, Comédie de Caen, tournée
- 1990 : Minna von Barnheim ou la fortune du soldat de Gotthold Ephraim Lessing, mise en scène Claude Yersin, Nouveau théâtre d'Angers, Les Gémeaux
- 1990-1991 : Les Fourberies de Scapin de Molière, mise en scène Jean-Pierre Vincent, Festival d'Avignon, Théâtre Nanterre-Amandiers, Théâtre de Nice
- 1991 : Le Haut-de-forme d'Eduardo De Filippo, mise en scène Jacques Nichet, Théâtre des Treize Vents, Théâtre de la Ville, tournée
- 1992-1993 : Le Chevalier d'Olmedo de Lope de Vega, mise en scène Lluís Pasqual (es), Festival d'Avignon, Odéon-Théâtre de l'Europe, Théâtre des Treize Vents
- 1993 : Figaro divorce d'Ödön von Horváth, mise en scène Jean-Paul Wenzel, Théâtre de la Ville
- 1994 : Le Legs et L'Épreuve de Marivaux, mise en scène Alain Milianti, Maison des arts et de la culture de Créteil
- 1994 : Linge sale de Jean-Claude Grumberg, mise en scène Michel Vuillermoz, Festival d'Avignon
- 1996-1997-1998 : André le magnifique d'Isabelle Candelier, Loïc Houdré, Patrick Ligardes, Denis Podalydès, Michel Vuillermoz, mise en scène des auteurs, Maison de la Culture de Bourges, Théâtre Tristan Bernard, Théâtre des Célestins, Molière de la Révélation féminine 1998
- 2012-2016-2017 : Le Bourgeois gentilhomme de Molière, mise en scène Denis Podalydès, Théâtre des Bouffes du Nord, tournée
- La mer est trop loin de Jean-Gabriel Nordmann, mise en scène Jean-Gabriel Nordman
- Les Précieuses ridicules de Molière, mise en scène Jean-Pierre Vincent, Conservatoire de Paris